# La Bande Vidéo
Fondée en 1977, La Bande Vidéo est un centre de création et de diffusion en arts médiatiques situé dans la Ville de Québec. Il développe des activités de recherche, de production, de diffusion en plus d’offrir aux artistes du soutien, de l’accompagnement et la location d’équipements spécialisés. Le centre produit et diffuse essentiellement des œuvres de vidéo expérimentale, d’animation ainsi que des installations vidéo. Son espace d’exposition est la seule galerie de Québec exclusivement consacrée aux arts médiatiques.

## Orientations artistiques
La Bande Vidéo est un centre d'artiste voué à la recherche et à la création en arts médiatiques et en animation. Depuis sa fondation, le centre met à la disposition des artistes et vidéastes des studios ainsi que des équipements audio et vidéo. Il accueille des résidences artistiques, établit des programmes de coproduction et des échanges internationaux, présente des projets d’installation vidéo dans sa galerie et permet la consultation gratuite de ses productions et coproductions sur sa Médiathèque en ligne.
Le centre offre plusieurs types de résidences de recherche et de création tout au long de l'année, qui s'adapte en durée au besoin de l'artiste invité. La Bande Vidéo offre aux artistes en résidence un accès privilégié à leurs trois studios (La Coloniale, La Princesse et La Val-Bélair) ainsi qu'à de l'équipement spécialisé, des salles de montage et un soutien technique et artistique.
L'organisme a pour but de faire avancer la recherche en matière de création en offrant aux artistes un espace pour explorer les diverses techniques propres aux pratiques vidéos. Le centre produit et diffuse des oeuvres qui mettent de l'avant le savoir-faire technique et mise autant sur l'apprentissage des nouvelles technologies que sur la conservation des outils de création traditionnels.

## Historique
En 1977, le collectif Vidéo Femmes crée le Centre populaire d’animation audiovisuelle de Québec, un organisme communautaire d’accès à la production de film et vidéo pour les groupes communautaires ayant une mission ancrée dans l'intervention sociale. Le centre change de vocation en 1986 et devient La Bande Vidéo, un centre de production culturel porté vers des contenus qui interroge la forme et l'expression artistique sur la forme.
Entre 1990 et 2012, La Bande Vidéo présente et coordonne Vidéaste recherché·e, un festival majeur destiné à la relève en cinéma et en vidéo au Québec. Le festival visait à soutenir la production vidéographique indépendante sous toutes ses formes : animation, fiction, documentaire et vidéo expérimentale. Plusieurs artistes, dont Ricardo Trogi (Note de l’auteur, 1995), Francis Leclerc (Brad Bablax, 1992), Jean-François Rivard (Kopps, 1997) et le collectif Phylactère Cola, s’y sont notamment démarqués.
La Bande Vidéo déménage en 1995 et s'installe dans ses locaux actuels de la coopérative Méduse, aux côtés de neuf autres organismes sans but lucratif qui œuvrent dans le domaine artistique, culturel et communautaire.
De 1996 à 2000, La Bande Vidéo produit Neige sur neige, un événement qui alliait production d’œuvres originales sur le thème de la neige et diffusion extérieure sur un écran de neige.
Le centre inaugure en 2006 sa galerie sur la Côte d’Abraham, vouée à la présentation d’une programmation régulière d’œuvres d’arts médiatiques indépendantes.
La Bande Vidéo lance en 2011 une plateforme d’archives virtuelle qui héberge aujourd'hui des centaines d’œuvres produites, coproduites et diffusées par le centre depuis sa fondation.
En 2020, La Bande Vidéo fait l’acquisition de l’Alpine, un écran d’épingles nouvelle génération conçu par  l'ingénieur français Alexandre Noyer. Depuis, de nombreux séjours d’expérimentation et de résidences ont été mis sur pied dans le but de démocratiser la technique et de permettre la création d’œuvres d’animation avec cet outil rare.

### Artistes produits, coproduits ou diffusés à La Bande Vidéo
- Nicolas Brault
- Carol-Ann Belzil-Normand
- Claire Brognez
- Martine Chartrand
- Chai Mi
- Francis Desharnais
- Patrick Doyon
- Moïa Jobin-Paré
- Boris Labbé
- Lori Malépart-Traversy
- Diane Obomsawin
- Lei Lei
- Alexandre Roy
- Irina Rubina
- Frédérick Tremblay
- Naomi van Niekerk
- Joël Vaudreuil
- Jocelyne Alloucherie
- Anne-Marie Bouchard
- Annie Baillargeon
- John Blouin
- Nathalie Bujold
- Martin Bureau
- Jacynthe Carrier
- Boris Firquet
- Michael Flomen
- Diane Landry
- Rodney Graham
- Johann Baron Lanteigne
- Charles-Frédérick Ouellet
- Marc-Antoine K. Phaneuf
- Jocelyn Robert
- Mathieu Valade
- Kinga Michalska